# Spondylerpeton
Spondylerpeton is een geslacht van uitgestorven tetrapoden dat behoort tot de Embolomeri. Het leefde in het Laat-Carboon (ongeveer 310 miljoen jaar geleden) en zijn fossiele overblijfselen zijn gevonden in Noord-Amerika.

## Naamgeving
Fossielen van Spondylerpeton werden voor het eerst beschreven door Roy Lee Moodie in 1912. Ze werden gevonden in de bekende fossielenafzetting Mazon Creek in Grundy County, Illinois, een vindplaats die bekend staat om de buitengewone conservering van fossielen van dieren en planten in het Carboon.
De typesoort is Spondylerpeton spinatum. De geslachtsnaam is afgeleid van het Grieks spondylos, 'wervel', en herpeton, 'kruipend dier'. De soortaanduiding betekent 'van doornuitsteeksels voorzien' in het Latijn.
Het holotype is YPM 793, negen beschadigde staartwervels.

## Beschrijving
Dit dier is alleen bekend dankzij zeer onvolledige fossiele overblijfselen, bestaande uit een reeks staartwervels die zijn bewaard in een ijzerhoudende knol. De vergelijking van deze fossielen met verwante maar volledig bekende vormen als Archeria, leert dat Spondylerpeton een dier was met een nogal langwerpig en slank lichaam, met korte ledematen en een lange zijdelings afgeplatte staart. Er wordt aangenomen dat Spondylerpeton een lengte van anderhalve meter zou kunnen hebben bereikt en een van de grootste dieren in zijn habitat moet zijn geweest. Het was zeker een roofdier dat zich in de moerassen voortbewoog, zwaaiend met zijn lichaam en lange staart, zich voedend met vissen en andere kleine gewervelde dieren.

## Fylogenie
Spondylerpeton was een vertegenwoordiger van de Embolomeri, een groep op reptielen lijkende basale tetrapoden met aquatische gewoonten. In het bijzonder lijkt het erop dat de naaste verwant van dit dier Archeria was uit het Vroeg-Perm van de Verenigde Staten.